# Trasgressione
Con il termine trasgressione, si intende il comportamento di un soggetto che non rispetta le regole di determinati contesti.
La trasgressione non è di per sé negativa. In molti casi ha una valenza se non positiva, fisiologica, come parte del comportamento evolutivo di un individuo. Trasgredire può significare fare nuove esperienze uscendo da ciò che è considerato usuale e rassicurante; misurarsi con i limiti prestabiliti mettendo alla prova se stessi e gli altri, come avviene per esempio in adolescenza.